# De Dries
De Dries of Ten Driesch is een hoeve en voormalig kasteel ten westen van de Nederlandse stad Heerlen, provincie Limburg. Het gebouw is een rijksmonument.

## Geschiedenis
De ‘hoff zu Driesch’ was een leengoed van het aartsbisdom Keulen. In de 15e eeuw was het in handen van Thys van den Driesch, maar via het huwelijk van zijn dochter kwam het terecht bij de familie Van Hillensberg.
In 1535 kreeg Johan van Strijthagen De Dries in eigendom. Johan had ook kasteel Eyckholt in bezit. Zijn opvolgers op kasteel Eyckholt – zoals de families Van Eynatten, Von Beulart tot Beulartstein en Von Holthausen – bleven tot 1730 ook eigenaar van de Dries. In dat jaar verkocht weduwe Maria Nijpels twee derde van De Dries aan Frederik Willem van Wylre, kanunnik in Aken. Vincent Philip Anton baron van der Heyden genaamd van Belderbusch kocht in 1738 De Dries van hem over en wist ook het ontbrekende derde deel in bezit te krijgen. Vanaf dat moment was De Dries een onderdeel van landgoed Terworm.
In 1917 werd landgoed Terworm verkocht aan de Oranje-Nassaumijnen. Onder de verkoop viel ook het huis De Dries.

## Beschrijving
Het huidige huis De Dries dateert uit de 18e eeuw. Het is onbekend hoe de voorganger er uit heeft gezien. Begin 19e eeuw was er nog een omgracht voorplein met een bouwhoeve. Ook was het voormalige kasteeleiland waarop het huidige huis De Dries is gebouwd, nog aanwezig. Aan de noordzijde bevonden zich visvijvers.
Het huis De Dries bestaat uit twee haakse vleugels van kunrader steen. De grote, lange vleugel is noord-zuidgericht, terwijl de haakse zijvleugel in westelijke richting is gebouwd. Beide vleugels hebben een zadeldak. De ingang bevindt zich in de binnenhoek van de twee vleugels. De sluitsteen in de boog van de ingangspartij toont het bouwjaar 1733. Tegen het huis is een moderne schuur aangebouwd.
De bijgebouwen die in de 19e eeuw nog op het voorplein stonden, zijn afgebroken.

## Afbeeldingen

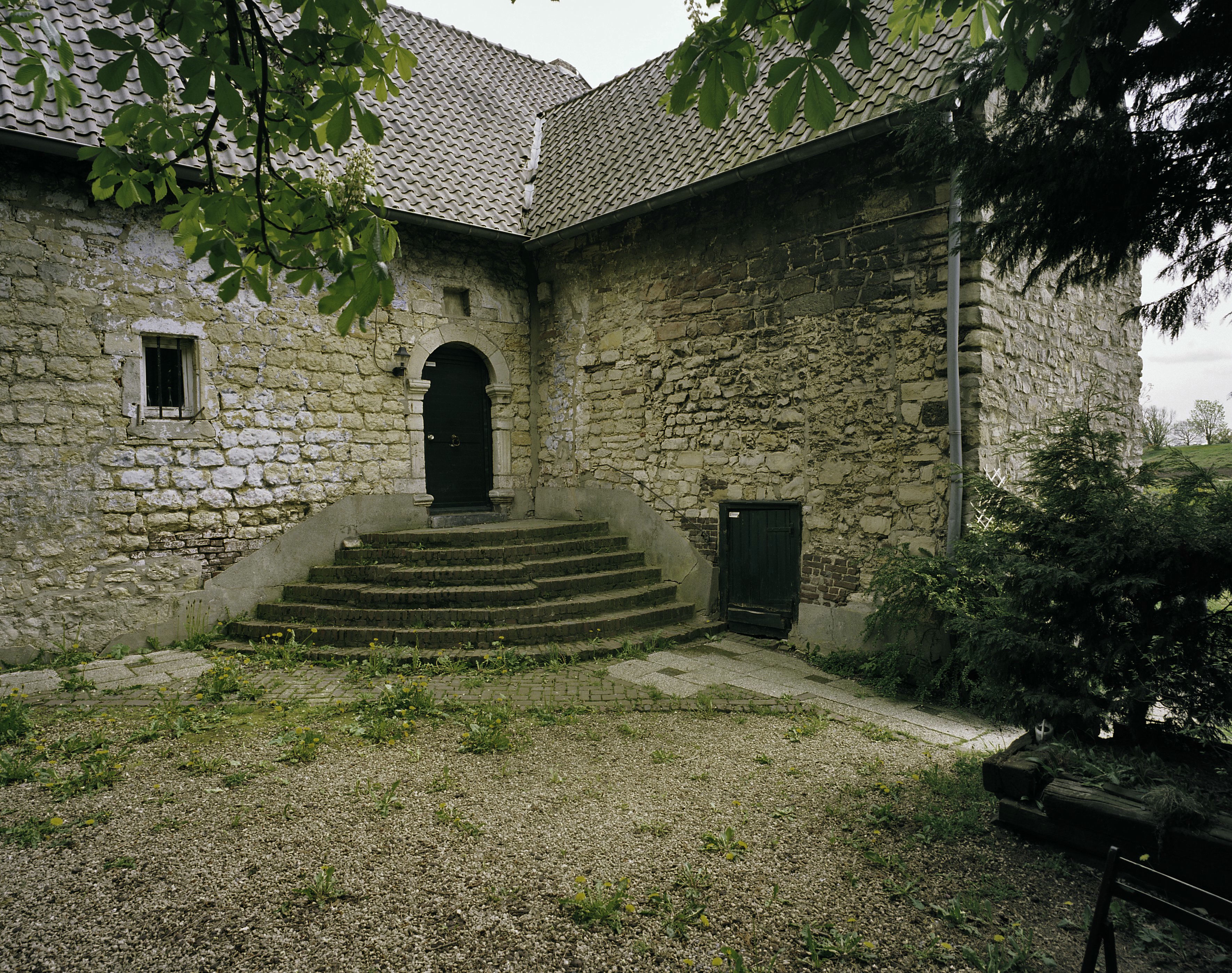
Overzicht van de ingang met trap in de binnenhoek van de twee vleugels
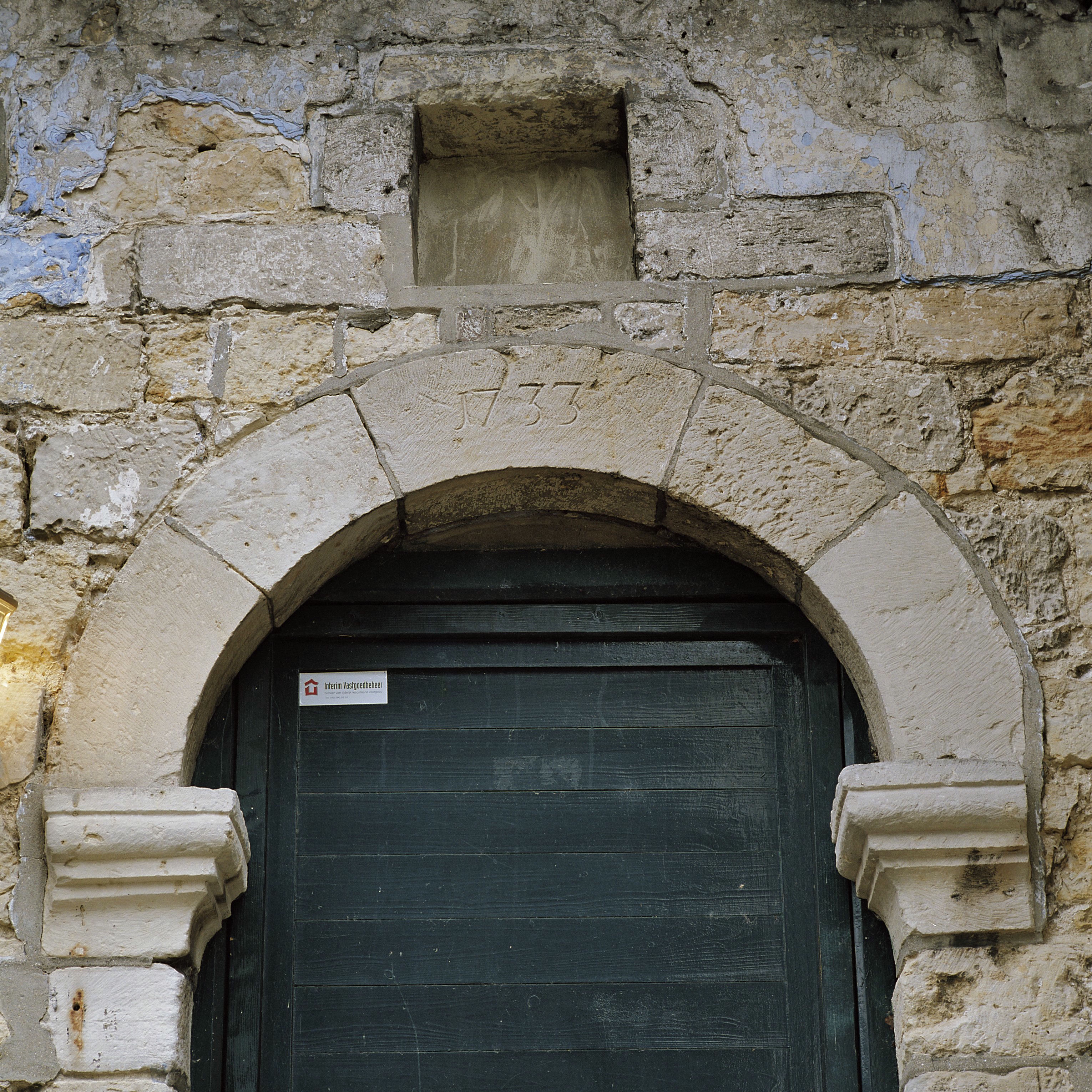
Sluitsteen met het jaartal 1733 boven de ingang
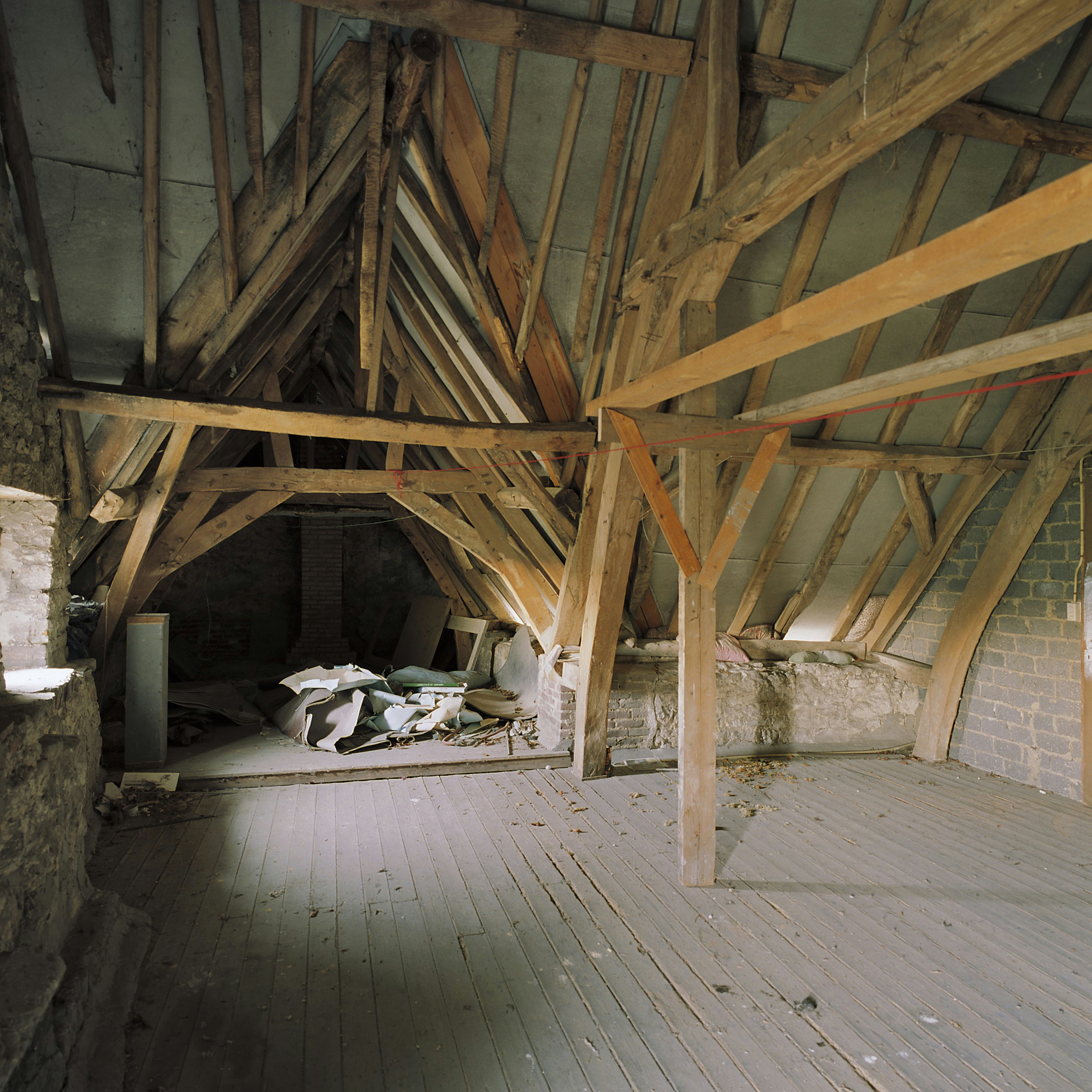
Interieur, overzicht zolder, kapconstructie

Aerwinkel · Kasteel Afferden · Aldt Huys · Aldenborgh · Kasteel Aldenghoor · Aldenhoven · Alte Burg · Kasteel Amstenrade · Slot Annendael · Kasteel Arcen · Baersdonck · Bakvliet · Baronsberg · Baxhof · Beegden ·  Benzenrade · Kasteel De Berckt · Kasteel Bethlehem · Beusdaelshof · Binsfeld · Huis Blankenberg · Kasteel Bleijenbeek · Blitterswijck · Boerlo · Bolberg · Bollenberg · Kasteel De Bongard · Borggraaf · Kasteel d'Erp · Kasteel Borggraaf · Kasteel Borgharen · Kasteel Born · Huis Bree · Breust · Kasteel Broekhuizen · Broekhuizen · Gracht Burggraaf · Kasteel De Burght · Kasteel Cartils · Cloppenburg (Oost-Maarland) · Kasteel Cortenbach · Huis De Dael · Dammerscheid · Kasteel De Bockenhof · De Donck (Sevenum) · De Donck (Swolgen) · De Dorth ·  Huis ten Dijcken · Kasteel Doenrade · De Doom · Douve · Douvenrade · De Dries · Kasteel Erenstein · Kasteel Eijsden · Eijsden · Einrade · Kasteel Elsloo · Ensenbroek · Eperhuis · Etzenraderhuuske · Exaten · Kasteel Eijckholt · Kasteel Eyckholt · Eys · Gastendonck · Kasteel Genbroek · Gebroken Slot · Kasteel Geijsteren · Kasteel Op Genhoes · Kasteel Genhoes · Genneperhuis · Kasteel Het Geudje · Kasteel Geulle · Kasteel Geusselt · Geijsteren · Gen Heck · Ghoor · Kasteel Goedenraad · Kasteel Grasbroek · Kasteel Groenendaal · Groethof · Groot Paarlo · Kasteel van Gronsveld · De Gun ·Kasteel Haeren · Kasteel Den Halder · Heerlaer · Heeze · Heijen · 's-Herenanstel · Kasteel Hillenraad · Kasteel Hoensbroek · Hoenshuis · Holstrate · Holtmühle · Huize Holtum · Kasteel Horn · De Horst · Huys ter Horst · Ten Hove (Grathem) · Ten Hove (Panningen) · Huis Brias · Huis Darth ·  Kasteel Hurpesch · Kasteel Sint-Jansgeleen · Kasteel Jerusalem · Kasteel Kaldenbroek · Den Kamp · Kasteel Karsveld · Kasteel Keverberg · Klein Paarlo · Klimmender Huuske · De Kolck · Koppelberg · Laar · Landsfort · Kasteel Lemiers · Kasteelruïne Lichtenberg · Kasteel Limbricht · Lonesteyn · Huize Lovendael · Mazenburg · Kasteel van Meerlo · Kasteel Meerssenhoven · Meezenbroek · Kasteel van Mheer · Middelaar · Kasteel Millen · Kasteel Montfort · Movert · Mulrode · De Munt · Château Neercanne · Kasteel Neubourg · Nienghoor · Huis Nierhoven · Kasteel Nieuwenbroeck · Nije Huys · Kasteel Nijenborgh · Kasteel Nijswiller · Nijthuysen · Kasteel Obbicht · Oedenrade · Kasteel Ooijen · Kasteel Oost (Valkenburg) · Kasteel Oost (Oost-Maarland) · Kasteel Ouborg · Overen · Kasteel Passarts-Nieuwenhagen · Prickenis · Prinsenhof · Puth · De Putting · Raath · De Raay · Ravenhof · Kasteel Reijmersbeek · Kasteel van Rijckholt · Kasteel Rivieren · Rodenbroek · Rosendaal · Kasteel Schaesberg · Kasteel Schaloen · Te Scharen · Schenkenburg · Kasteel Scheres · De Spijker (Geijsteren) · De Spijker (Leeuwen) · Huis Severen · Sibberhuuske · Château St. Gerlach · Spraland · Huis De Spyker · Huize Stalberg · Stalberg (Wellerlooi) · De Steeg · Kasteel Stein · Steinhagen · Steenen Huis · Stoel van Swentibold · Strijthagen (Landgraaf) · Strijthagen (Welten) · Struyver · Kasteel Terborgh · Terlinden (Wijnandsrade) · Terveurdt · Ter Weyer · Kasteel Ter Worm · De Tombe · Huis De Torentjes · Triest · Trippaert · Kasteel Vaalsbroek · Kasteel Vaeshartelt · Valkenburg · Vliek · De Vroenhof · Vrijburg · Kasteel Wambach · Warenberg · Well · Weyershof ·  Wijlre · Kasteel Wijnandsrade · Wijnandsrade · Wijnantshof · Wissegracht · Huize Witham · Kasteel Wittem · Wolfrath · Wylre